# سوبرمارين سبتفاير

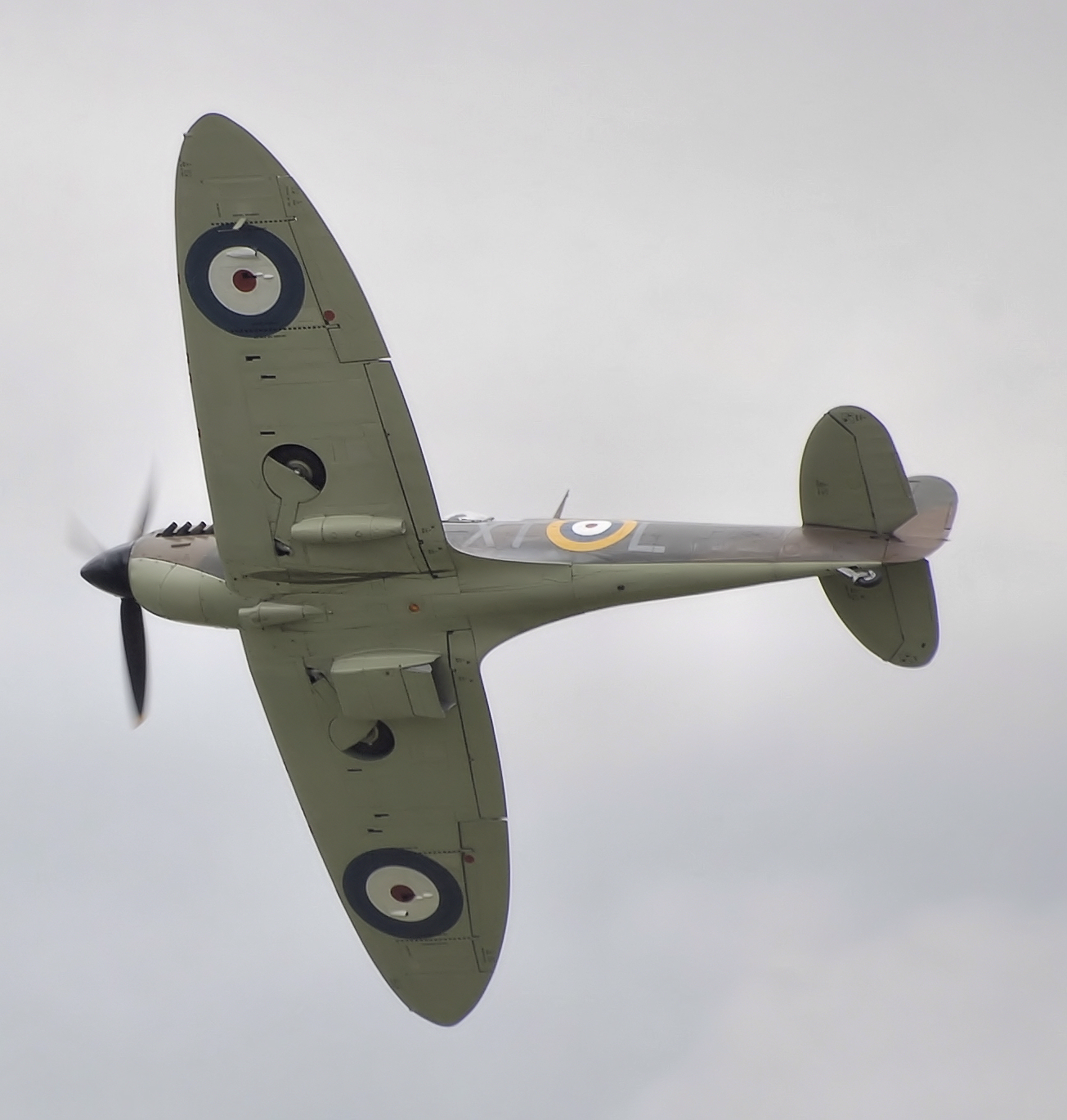
سوبرمارين سبتفاير

سوبرمارين سبتفاير (Supermarine Spitfire) هي طائرة حربية بريطانية ذات مقعد واحد استخدمت من قبل القوة الجوية الملكية والعديد من دول التحالف خلال الحرب العالمية الثانية وأيضاً في خمسينات القرن الماضي. تم إنتاج عدد كبير منها يفوق جميع أنواع الطائرات الحربية أثناء الحرب.
صمم الطائرة ريجنالد ميتشيل - وهو المصمم الرئيسي في شركة سوبرمارين لأعمال الطيران، والتي أصبحت فرعاً من فيكرز آرمسترونجس - كطائرة اعتراضية.
طور ميتشل الجناح البيضاوي المميز للطائرة (الذي صممه Beverley Shenstone) بمسامير غائرة مبتكرة للحصول على أنحف مقطع عرضي ممكن، مما يحقق سرعة قصوى أكبر من سرعة العديد من الطائرات المقاتلة المعاصرة في ذلك الوقت، بما في ذلك طائرة هوكر هوريكان (الإعصار) (Hawker Hurricane). واصل ميتشل العمل على تصميم الطائرة حتى وفاته بسبب السرطان في عام 1937. بعدها أصبح زميله جوزيف سميث المصمم الرئيسي.
خلال معركة بريطانيا (يوليو-أكتوبر 1940)، ظن الشعب البريطانية أن طائرة سبيتفاير هي المقاتلة الرئيسية لسلاح الجو الملكي البريطاني؛ ولكن، كانت طائرة هوكر هوريكان الأكثر عددًا تحمل العبء الأكبر لمقاومة سلاح الجو الألماني، اللوفتفافه (Luftwaffe). كانت طائرة سبيتفاير طائرة مقاتلة أفضل من هوريكان. كان لِوحدات السبتفاير معدل استنزاف أقل ونسبة انتصار إلى خسارة أعلى من تلك التي كانت للهوريكان. خلال المعركة، اشتبكت طائرات سبيتفاير بشكل عام مع مقاتلات سلاح الجو الألماني - بشكل أساسي مقاتلة ميسرشمت بي-إف 109، والتي كانت في نفس منزلة السبتفاير من حيث القوة.
بعد معركة بريطانيا، حلت طائرة سبيتفاير محل مقاتلة هوريكان (الإعصار) باعتبارها الطائرة الرئيسية لسلاح الجو الملكي البريطاني، وتم استخدامها في المسرح الأوروبي والبحر الأبيض المتوسط والشرق الأوسط وأفريقيا والمحيط الهادئ، وجنوب شرق آسيا. وقد عملت طائرة سبيتفاير، التي تحظى بشعبية كبيرة لدى طياريها، في عدة أدوار، بما في ذلك الاعتراض والاستطلاع بالصور والقاذفة المقاتلة وطائرة تدريب، واستمرت في القيام بذلك حتى الخمسينيات من القرن الماضي. كانت المقاتلة Seafire عبارة عن تعديل للسبيتفاير حتي تعمل على حاملات الطائرات، وقد تم استخدامها كالطائرة الأساسية للإسطول من عام 1942 حتى منتصف الخمسينيات من القرن الماضي. تم تصميم هيكل الطائرة الأصلي ليتم تشغيله بواسطة مُحرك محرك رولز رويس ميرلين بقوة 1030 حصان (768 كيلووات). حيث كان قوي بما يكفي وقابل للتكيف بإستمرار.

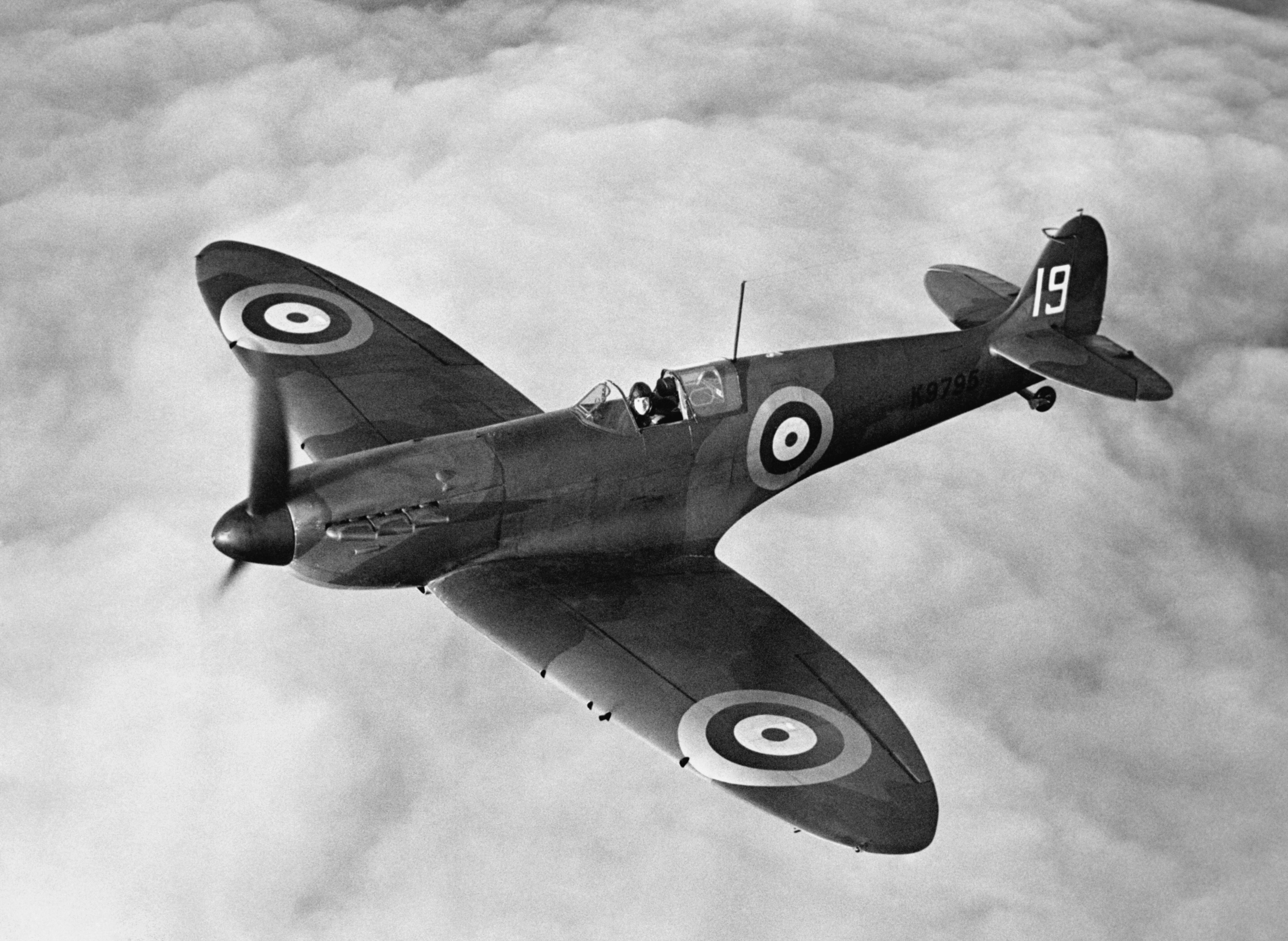
طائرة سبيتفاير عام 1938